# 霍米夫卡 (涅任區)
50°55′33″N 32°2′56″E / 50.92583°N 32.04889°E
霍米夫卡（烏克蘭語：Хомівка），是烏克蘭北部的村莊，隸屬切爾尼希夫州的尼任區。該村始建於1600年，面積0.03平方公里，海拔高度126米，2001年人口50，人口密度每平方公里2,000人。